# Letónia
Letónia (português europeu) ou Letônia (português brasileiro) (em letão: Latvija, pronunciado: [ˈlatvija]), oficialmente República da Letónia / Letônia (em letão Latvijas Republika), é uma nação do Norte da Europa, sendo uma das três repúblicas bálticas. Faz fronteira ao norte com a Estónia, a leste com a Rússia, a sudeste com a Bielorrússia, a sul com a Lituânia e a oeste com o mar Báltico.
O país tem uma linha de costa bastante arenosa ao longo do Báltico, em alguns locais a costa está coberta de juncos e existem vários portos de pesca importantes.Riga, a capital, é a maior capital das repúblicas bálticas. No bairro histórico de Riga misturam-se edificações medievais e prédios art nouveau, declaradas patrimônios da humanidade. As florestas cobrem quase metade do território, o que favorece o turismo ecológico, em especial na cidade de Sigulda, rodeada de cavernas, bosques e corredeiras. Ex-república da União Soviética, a Letônia reconquistou sua independência em 1990. Como herança do domínio soviético, os russos constituem mais de 25% da população. Em 2004, a Letônia ingressou na Organização do Tratado do Atlântico Norte (OTAN/NATO) e na União Europeia (UE) e em 2016, na OCDE.

## Etimologia
O nome Latvija é derivado do nome dos antigos Latgalianos, uma das quatro tribos bálticas protoindo-europeia (junto com os curônios, selonianos e semigallianos), que formaram o núcleo étnico dos modernos letões, juntamente com os livonianos. Henrique da Letônia cunhou as latinizações do nome do país, "Lettigallia" e "Lethia", ambos derivados dos latgalianos. Os termos inspiraram as variações do nome do país nas línguas românicas para "Letônia" e em várias línguas germânicas para "Lettland".

## História
Por volta de 3000 a.C., os ancestrais proto-Bálticos do povo letão se estabeleceram na costa leste do Mar Báltico. Os bálticos estabeleceram rotas comerciais para Roma e Bizâncio, trocando âmbar por metais preciosos. Por volta de 900 d.C., quatro tribos bálticas distintas habitavam a Letônia: Curônios, Latgalianos, Selonianos, Semigalianos (em letão: kurši, latgaļi, sēļi e zemgaļi), bem como a tribo finnica dos livônios (lībieši).
No século XII, o território da Letônia era preenchido por pequenas vilas, povoados e centros urbanos como Vanema, Ventspils, Bandava, Piemare, Duvzare, Selônia, Koknese, Jersika, Tālava e Adzele.
O território hoje conhecido como Letônia tem sido habitado desde 8 000 a.C.. Na primeira metade de 3 000 a.C., as primitivas tribos bálticas chegaram ao território. Elas foram os ancestrais do povo letão. Estes mantiveram contato com o Império Romano, por meio do comércio de âmbar, atividade interrompida com a invasão dos eslavos no século VII.
Na era cristã, o território hoje conhecido como Letônia tornou-se principalmente um entroncamento comercial. A famosa "rota dos viquingues à Grécia" mencionada em antigas crônicas partia da Escandinávia atravessando o território letão ao longo do rio Daugava (Duína Ocidental) até a antiga Rússia e o Império Bizantino. Suecos, alemães e russos também ocupam a região entre o século IX e o XII.

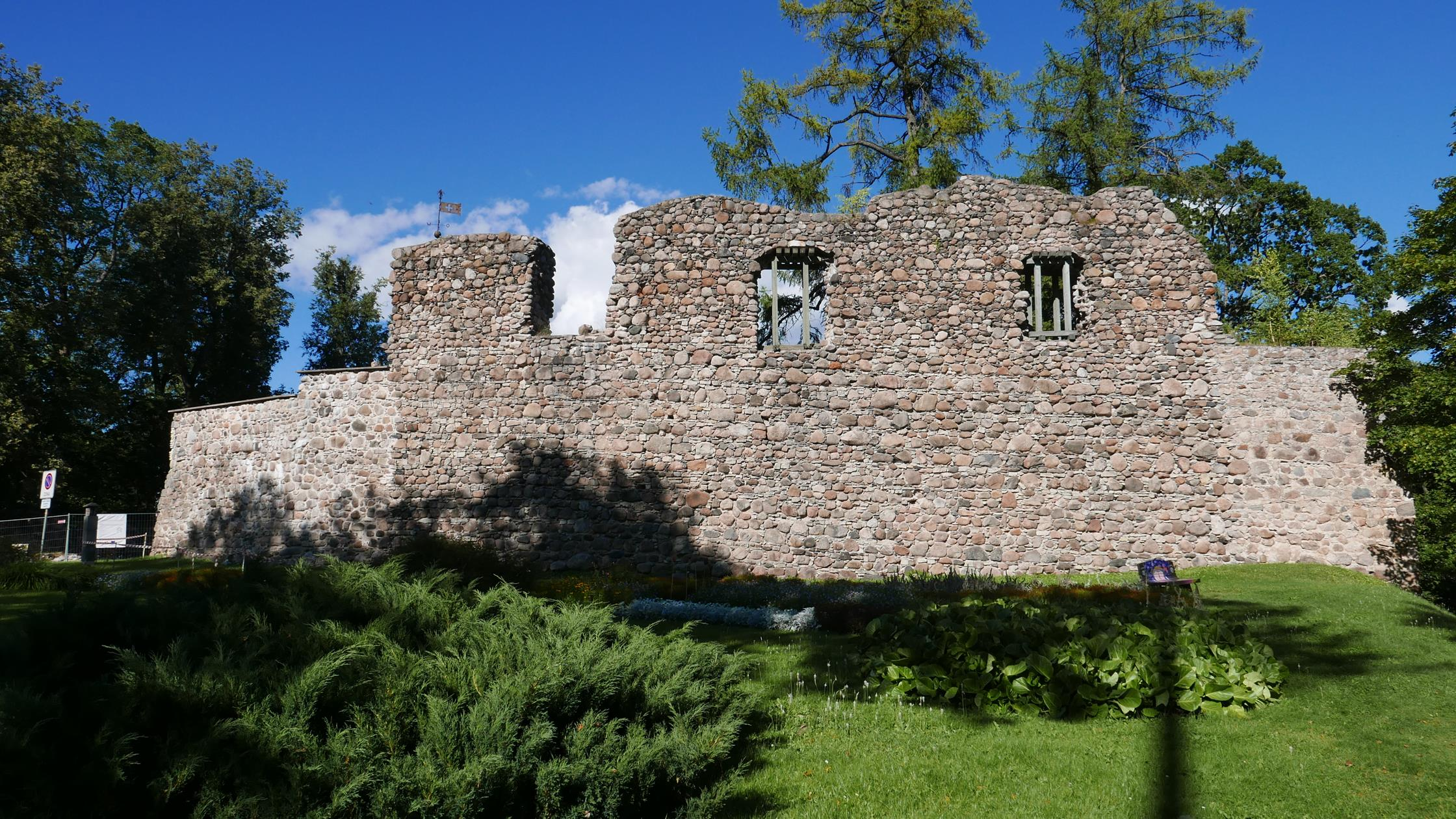
Ruínas de uma fortaleza medieval em Valmiera.

A Letônia atual foi formada a partir de duas regiões principais: a Livônia e a Curlândia que, por sua vez, englobavam as tradicionais regiões letãs de Kurzeme, Zemgale, Vidzeme e Latgale. 
A partir do século XIII todas as regiões letãs estavam sob domínio dos Cavaleiros Teutônicos. O cristianismo foi levado pelos alemães às tribos locais, que se convertem nominalmente — o paganismo ancestral perdurou por séculos a fio. O domínio alemão sobre o território prolongou-se oficialmente por três séculos, até a extinção da Ordem dos Teutônicos, mas os alemães continuaram compor a elite proprietária de terras e culturalmente dominante até a criação e independência do país em 1918. No século XVI a Livônia tornou-se parte do Império Sueco, enquanto que o Ducado da Curlândia tornou-se vassalo do Reino da Polônia e Lituânia. Nesta época, o luteranismo espalhou-se pelo país. Nos séculos XVIII e XIX, após as Guerras do Norte, o Império Russo ganhou controle dos territórios da Suécia e da Polônia, incluindo as áreas da atual Letônia e regiões vizinhas, como Lituânia, Estônia e Finlândia. Com a abolição da servidão, em 1817, os letões passam a reivindicar a propriedade da terra, privilégio dos aristocratas alemães, o que alimenta o nacionalismo letão. Com a devastação da Rússia pela Primeira Guerra Mundial e as dificuldades enfrentadas pelo novo regime soviético, o Conselho Nacional declarou a independência em 18 de novembro de 1918, formando assim a República Independente da Letônia.
Em 1934, o país tornou-se um estado autoritário, após um golpe de estado dirigido por Karlis Ulmanis. O parlamento (Saiema) foi suspenso. A 17 de junho de 1940 a União Soviética invade e anexa o país de acordo com o pacto germano-soviético (também conhecido como Pacto Ribbentrop-Molotov) de 1939, feito pelo acordo entre os ministros dos Negócios Estrangeiros Viatccheslav Molotov (URSS) e Joachim von Ribbentrop (Alemanha), com a invasão a Letônia passou a se chamar República Socialista Soviética da Letônia (RSS da Letônia).
Exceto por um curto período de ocupação alemã durante a Segunda Guerra Mundial, a Letônia permaneceu como um território ocupado pela união soviética. A integração ao comunismo soviético é obtida à custa de repressão, e a resistência antissoviética só é derrotada em 1952. Milhares de camponeses, removidos de sua terra, são presos, deportados ou executados. Os soviéticos promovem uma maciça imigração de russos para o país, até que as reformas da glasnost estimularam o movimento de independência letão. O país tornou-se novamente independente a 21 de agosto de 1991. Desde então tem reforçado seus laços com o Ocidente; em 1 de maio de 2004 tornou-se membro da União Europeia e também da OTAN e em 2016 acedeu à OCDE. O país aceita refugiados ucranianos desde o início da guerra na Ucrânia, em 2022.

## Geografia

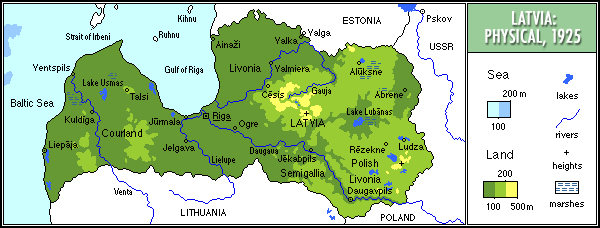
Mapa hipsométrico da Letônia (1925)

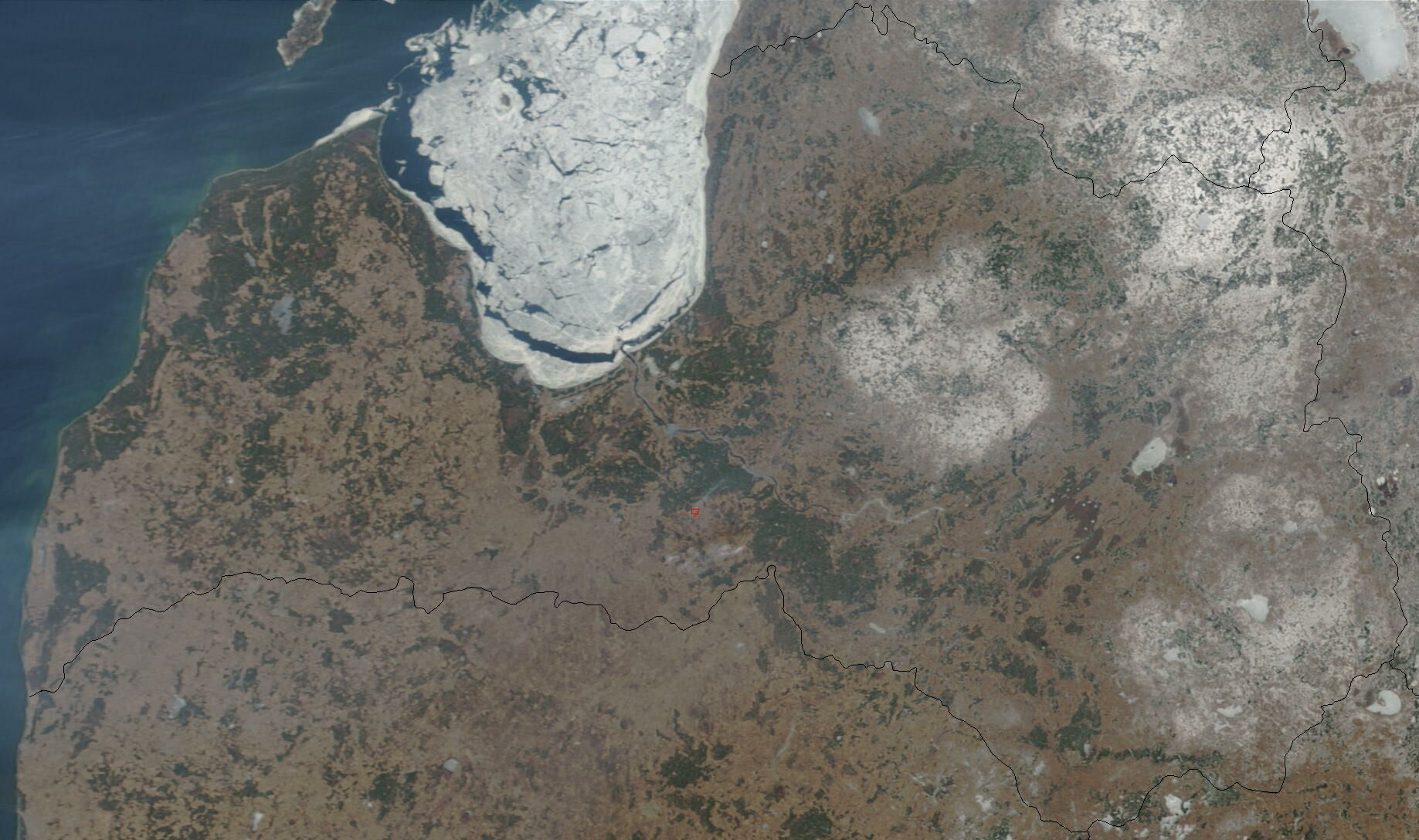
Imagem de satélite da Letônia em março de 2003

Letónia situa-se na margem oriental do mar Báltico sobre o nível da parte noroeste da plataforma do Leste Europeu, entre a Estónia e a Lituânia; também faz divisa com a Rússia. Cerca de 98% do país está acima dos 200 m de altitude. O clima úmido assemelha-se ao da Nova Inglaterra. Com exceção da planície costeira, a Letónia era glacial, dividindo-a em três grandes regiões. A Letónia detém mais de 12 000 rios, dos quais apenas 17 têm mais de 90 km, e mais de 3 000 pequenos lagos, a maioria dos quais estão eutrofizadas. Os principais rios incluem o Daugava, o Lielupe, o Gauja, o Venta e o Salaca. Mais de metade da área florestal é composta por pinheiros, que cobrem cerca de 41% do país. Excepto a turfa, a dolomita e o calcário, os recursos naturais são escassos. A Letónia tem 531 km de litoral arenoso, e os portos de Liepaja e Ventspils fornecem água quente e abrigam importantes áreas da costa báltica. Ao contrário da vizinha Estónia, a Letónia não possui qualquer ilha no mar.
O mar Báltico banha a costa da Letónia, que abunda nas praias arenosas e chama o golfo de Riga. No interior, quase toda a superfície é ocupada por grandes planícies, apenas interrompido por baixas colinas que exceder 300 m. Os mais de 2 300 lagos glaciares, dos quais o maior é o Lago Lubāns, e as turfeiras e pantanosos áreas são os mais importantes elementos da paisagem. O principal é o rio Daugava (Western Dvina tão bem conhecido), nascido na Rússia.
A Letónia tem verões moderadamente quentes e invernos frios com frequentes nevadas. A temperatura máxima recorde na Letónia é 37,8 °C graus e as mínimas de -43,1 °C graus. As massas de ar provenientes do Oceano Atlântico tornam o clima da Letónia significativamente mais ameno do que o de outras regiões de latitudes semelhantes.
A WWF inclui o território da Letónia como parte das ecorregiões temperadas, cuja cobertura florestal é conhecida como floresta mista sarmática.

## Demografia

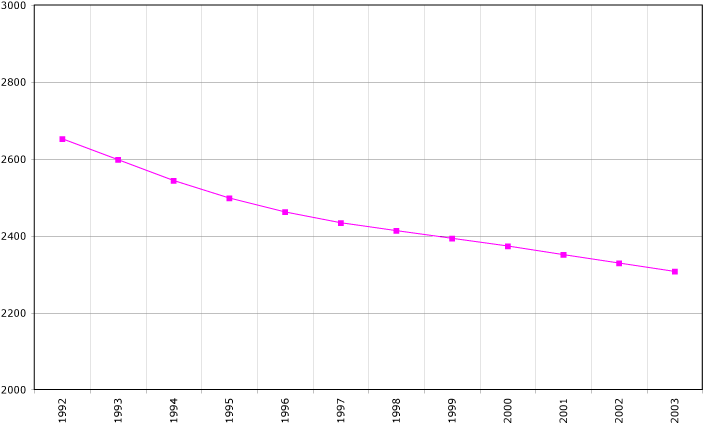
Evolução demográfica da Letônia

A Letônia tinha uma população de 1 934 379 habitantes em 2018.
A população de origem letã representa pouco mais de metade dos habitantes do país (62,1%) tendo sido minoritária em Riga, a capital letã por muitos anos, quadro que recentemente tem se alterado gradualmente. Outros grupos étnicos são os de origem russa (26,9%), bielorrussa, polonesa, ucraniana e lituana. Com o objetivo de evitar tensões entre as diferentes nacionalidades, em 1998 os letões votaram a favor de facilitar a obtenção da nacionalidade, o que só foi aproveitado por parte dos imigrantes. Destes muitos continuam a não saber falar letão.

### Composição étnica
A composição da Letônia é de 62% de letões, 27% de russos, 3% de bielorrussos, 2% de polacos, 2% de ucranianos e 4% de outros povos.

### Idioma
O idioma oficial da República da Letônia é o letão. A língua letã, assim como o lituano e a extinta língua prussiana antiga são línguas bálticas, da família das línguas indo-europeias. O russo vem perdendo seu espaço do passado para o inglês, principalmente entre as faixas etárias mais jovens, mas ambos idiomas são conhecidos por grandes seções da população.

Em fevereiro de 2012, um plebiscito foi realizado, consultando o povo acerca da aceitação da adoção do russo como língua oficial no país, porém três quartos dos votos foram contrários à proposta, fazendo com que apenas o letão tenha status de idioma oficial.

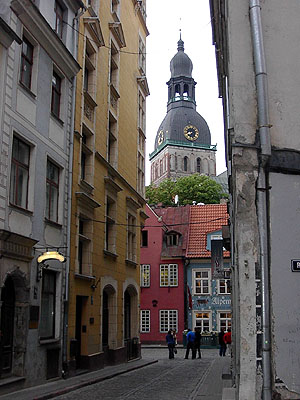
A catedral de Riga vista de uma de suas ruas estreitas

### Religião
A maioria da população da Letónia, 78,9%, é cristã. O grupo mais numeroso é o dos luteranos, que representam 34,2%; seguido pelos católicos, 24,1%; e os ortodoxos 17,8%. Outras crenças cristãs representam 2,8%; outras religiões e os que seguem nenhuma religião representam 21,1% da população.
A comunidade judaica na Letônia, conta com aproximadamente 10 000 membros, muitos oriundos de outras partes da antiga União Soviética. Antes da Segunda Guerra Mundial, viviam na Letônia 93 000 judeus, dos quais aproximadamente 75 000 foram exterminados pelo regime nazi.
Em setembro de 2018 o Papa Francisco realizou uma viagem apostólica no país.

## Política
O parlamento unicameral, chamado Saeima é atualmente o mais alto órgão de autoridade do estado na Letônia. Ele discute e aprova as leis propostas pelo primeiro-ministro letão. O primeiro-ministro possui total responsabilidade e controle sobre seu gabinete, e o presidente da república tem apenas uma função cerimonial como chefe de estado. Atualmente conta com 100 membros.

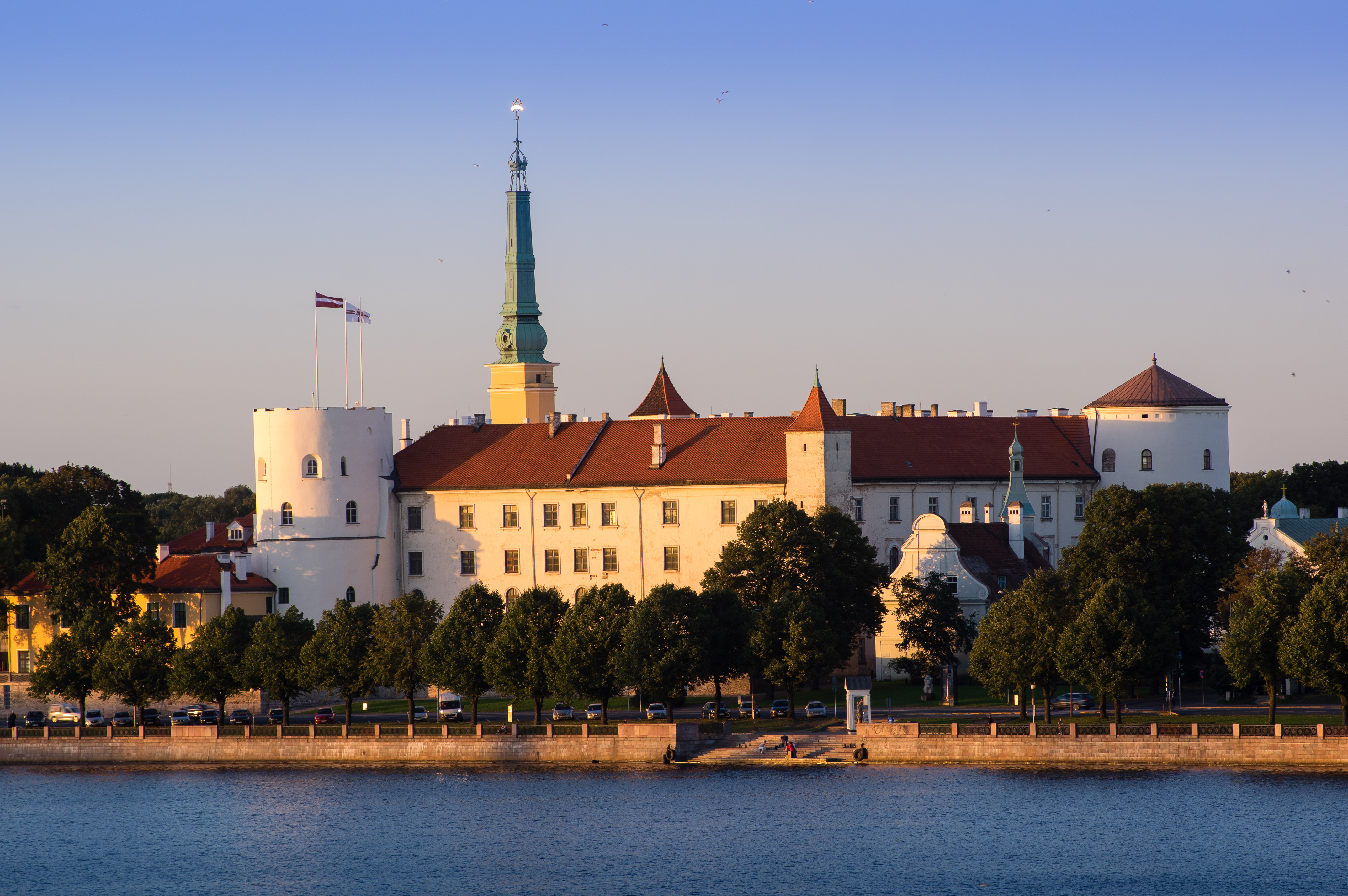
Castelo de Riga.

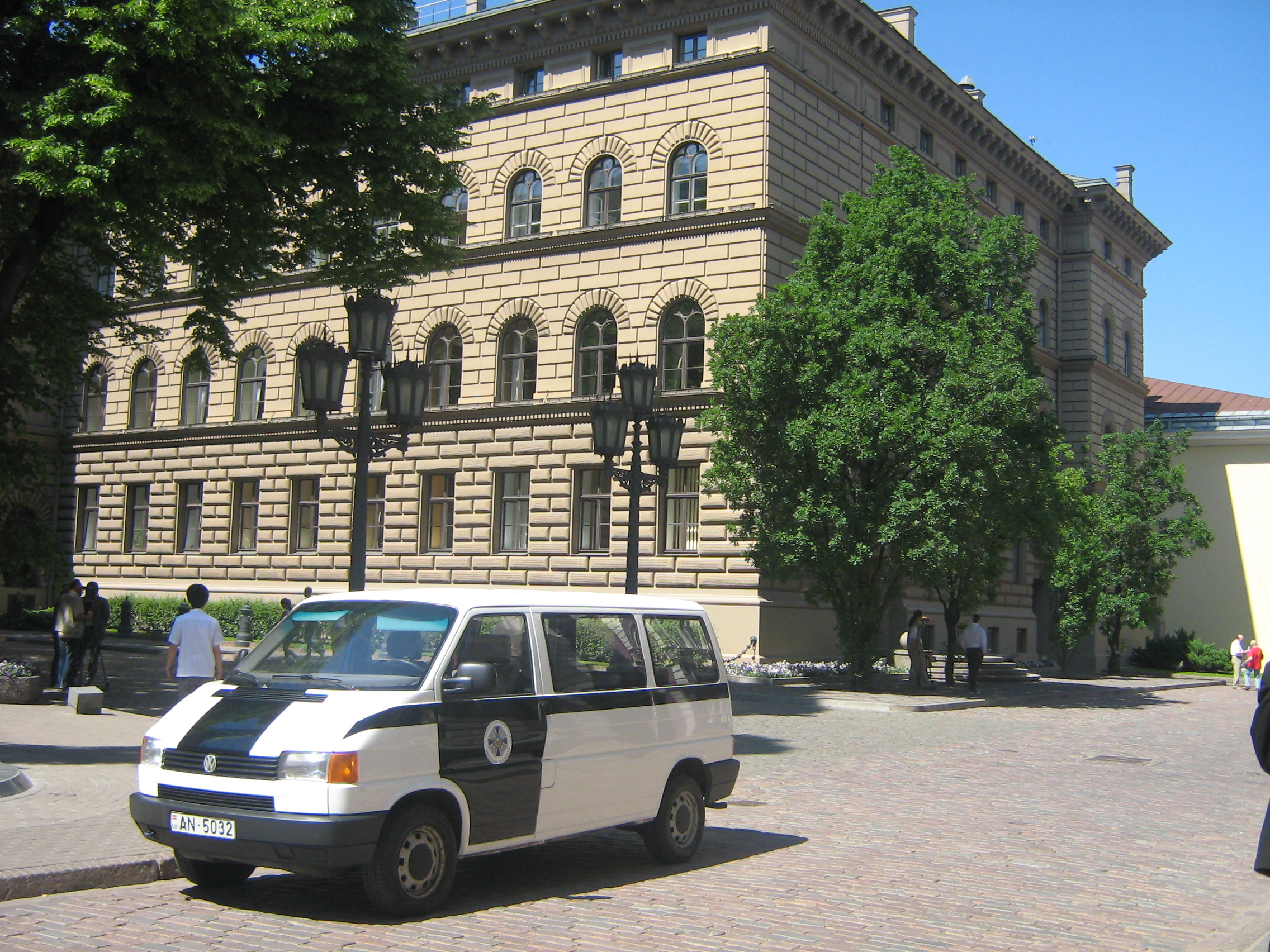
O Saeima, o parlamento do país

No outono de 1991, a Letônia reimplantou partes significativas de sua constituição de 1922, e na primavera de 1993 o governo realizou um recenseamento para determinar quem estava apto a votar.
Após quase três anos de debates, a Letônia concluiu uma lei sobre cidadania e naturalização no verão de 1994. Pela lei, aqueles que eram cidadãos da Letônia em 1940 e seus descendentes podem pedir a cidadania. Cerca de 40% da população do país não pertence à etnia letã; ainda assim, muitos dos eslavos étnicos (geralmente russos) estão aptos a requerer residência. O critério de naturalização inclui um conhecimento do idioma letão em nível de conversação, um juramento de lealdade, renúncia à cidadania anterior, e um conhecimento da constituição letã. Permite-se a dupla cidadania para aqueles que foram forçados a abandonar a Letônia durante a ocupação soviética, e adotaram outra cidadania. Criminosos condenados, viciados em drogas, ex-agentes dos serviços de inteligência soviéticos e alguns outros grupos estão excluídos do direito à cidadania.
A 19 de março de 1991, o Conselho Supremo aprovou uma lei explicitamente garantindo "direitos iguais a todas as nacionalidades e grupos étnicos" e "garantias a todos os residentes permanentes na república, independente de sua nacionalidade, aos mesmos direitos ao trabalho e a salários". A lei também proíbe "quaisquer atividades voltadas à discriminação por nacionalidade, ou à promoção de supremacia ou ódio nacional".
Partidos principais: Harmonia, Unidade, União de Verdes e Camponeses, Aliança Nacional.

## Subdivisões (–2009)

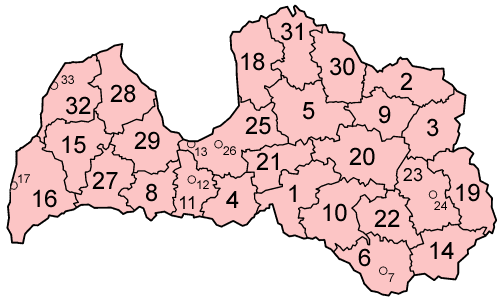
Distritos e cidades da Letônia (-2009)

A Letónia está dividida em 26 distritos (rajoni, singular: rajons; ou ainda apriņķi, singular: apriņķis) e 7 cidades independentes (lielpilsētas, singular: lielpilsēta). Apesar das cidades estarem localizadas geograficamente dentro dos distritos elas possuem estatuto diferenciado e são administradas separadamente.
1. Aizkraukle
2. Alūksne
3. Balvi
4. Bauska
5. Cēsis
6. Daugavpils
7. Daugavpils (cidade)
8. Dobele
9. Gulbene
10. Jēkabpils
11. Jelgava
12. Jelgava (cidade)
13. Jūrmala (cidade)
14. Krāslava
15. Kuldīga
16. Liepāja
17. Liepāja (cidade)
18. Limbaži
19. Ludza
20. Madona
21. Ogre
22. Preili
23. Rēzekne
24. Rēzekne (cidade)
25. Rīga
26. Rīga (cidade)
27. Saldus
28. Talsi
29. Tukums
30. Valka
31. Valmiera
32. Ventspils
33. Ventspils (cidade)

## Economia
PIB US$ 26 530 milhões (em 2004)

Principais produtos de exportação da Letônia em 2019

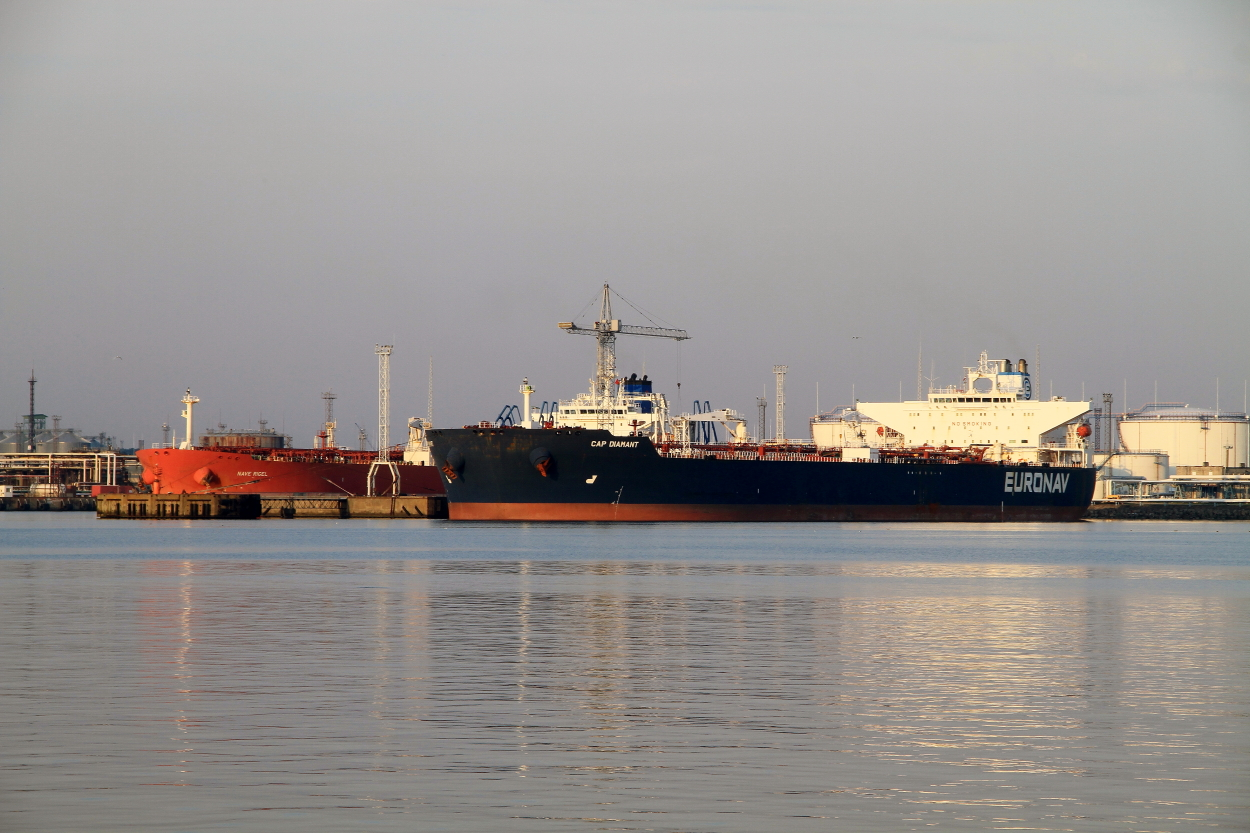
Porto na cidade de Ventspils.

PIB - taxa de crescimento: 10,2% (em 2005)
PIB - per capita: US$ 11,5 (em 2004)
PIB - composição por setor

agricultura: 4,4%

indústria: 24,8%

serviços: 70,8% (em 2004)
Taxa de inflação: 7,0% (em 2005)
Força de trabalho: 1,17 milhões (em 2004)
Força de trabalho - por ocupação

 agricultura e silvicultura 15%

 indústria 25%

 serviços 60% (em 2000)
Taxa de desemprego: 7,5% (em 2005)

## Cultura
A cultura letã está muito marcada pela relação com a natureza. Marca disso mesmo é o facto de um dos seus eventos mais conhecidos, o Festival Jani, ser a celebração do dia mais longo do ano, estando relacionado ao solstício de verão. O respeito pelo ambiente é visível no carinho com que as cegonhas são tratadas no país.
A Letônia é mais conhecida no campo cultural, pelos intérpretes e compositores de música erudita, como é o caso de Gidon Kremer e vários cantores de ópera, para além dos seus coros, premiados internacionalmente. As Latvju Dainas, canções populares, compiladas por Krišjānis Barons e Smits nos séculos XIX e XX, são também motivo de orgulho nacional. A produção poética é extensa. A epopeia "O Matador de Ursos" (Lacplesis) de Andrejs Pumpurs é um símbolo nacional.
No campo literário, os mais antigos testemunhos são do século IX. Como em outros países da região, existe uma rica tradição de contos, refrães, lendas e lírica religiosa e popular conservadas graças a tradição oral. No século XVI, com a Reforma Protestante e o uso da língua vulgar, surgiram os primeiros livros impressos. Georg Manzel e Christopher Fürecker são os expoentes da literatura no século XVII. O filólogo Gotthart Friedrich, no século XVIII, publicou uma gramática da língua letã e um dicionário letão-alemão. Já no século XIX, criou-se a Sociedade de Literatura de Riga e apareceu o primeiro jornal letão em 1822. Desse período destacam-se os nacionalistas românticos como Juris Alunans (1841–1902), Andrejs Pumpurs e Mikelis Ansekilis (1850–1979). A tendência realista inclui, entre outros, os autores Juris Neikens (1826–1868), R. Blaumanis (1863–1908), Anna Brigadere (1861–1933) e Janis Poruks (1871–1911).
Em 2025, a Letônia teve suas primeiras indicações ao Oscar conquistadas pelo filme "Straume" ("Flow") nas categorias de melhor filme internacional e melhor longa-metragem de animação, sendo vencedor nesta última, na 97ª cerimônia do Oscar. A película, dirigida por Gints Zilbalodis, também foi reconhecida como melhor animação no 82ª cerimônia do Globo de Ouro e apresentado na mostra "Un certain regard" no Festival de Cannes de 2024.

### Esportes
O hóquei no gelo é considerado o esporte mais popular na Letônia. O país teve muitas estrelas famosas do hóquei como Helmuts Balderis, Artūrs Irbe, Kārlis Skrastiņš e Sandis Ozoliņš e, mais recentemente, Zemgus Girgensons, a quem o povo letão tem apoiado fortemente em jogos internacionais e da NHL, expresso através da dedicação de votar em Zemgus para colocá-lo no All-Star Fan Vote da temporada 2015. Sediou o Campeonato Mundial de Hóquei no Gelo de 2006. O basquetebol também é um desporto popular.